# Halenia macrantha
Halenia macrantha är en gentianaväxtart som beskrevs av Ernest Friedrich Gilg. Halenia macrantha ingår i släktet Halenia och familjen gentianaväxter. Inga underarter finns listade i Catalogue of Life.